# 羅吉德灣
羅吉德灣（英語：Rogged Bay），是南極洲的海灣，位於南喬治亞島南端，處於失望角以北，1906年由意大利地理學家繪入地圖，現時由英國海外領土管轄。